# 스즈키 다카아키
스즈키 다카아키(일본어: 鈴木 孝明, 1981년 10월 7일 ~ )는 일본의 전 축구 선수이다.

## 구단 경력
과거 사간 도스, 미토 홀리호크에서 활동하였다.